# Listère cordée
Neottia cordata
Espèce
Statut CITES
La listère cordée (Neottia cordata) est une espèce d'Orchidées des tourbières d'altitude. Généralement, elle ne dépasse pas une hauteur de 15 cm. Elle pousse de préférence sur la sphaigne, abritée par de la bruyère.
Synonyme (non accepté par ITIS)
- Listera cordata (L.) R.Br., 1813

## Répartition
La listère cordée se rencontre en Europe, en Asie, au Groenland et en Amérique du Nord.
En Europe, on la trouve dans les Alpes et, en France, dans le massif des Vosges.

## Protection
En France, l'espèce est protégée en Alsace, en Aquitaine, en Auvergne, en Corse, en Lorraine et en Midi-Pyrénées.
- Liste des espèces végétales protégées en Lorraine
- Liste des espèces végétales protégées en Alsace
- Liste des espèces végétales protégées en Corse
- Liste des espèces végétales protégées en Auvergne
- Liste des espèces végétales protégées en Midi-Pyrénées
- Liste des espèces végétales protégées en Aquitaine

En Belgique, l'espèce est protégée légalement.